# Ron Boehm
Ron Boehm, Ronald John Boehm (Allan, Saskatchewan, 1943. augusztus 14. – Port Alberni, Brit Columbia, 2017. december 8.) kanadai jégkorongozó.

## Pályafutása
1962 és 1975 között volt aktív jégkorongozó. Az NHL-ben 1967–68-ban játszott az Oakland Seals csapatában 16 alkalommal.